# Ball im Savoy (1935)
Ball im Savoy ist ein österreichisch-ungarischer Gesangs- und Liebesfilm aus dem Jahr 1935, sehr frei gestaltet nach der gleichnamigen Operette von Paul Abraham. Unter der Regie von Stefan Székely sind die Hauptrollen mit Gitta Alpár und Hans Jaray sowie mit Rose Barsony und Willy Stettner besetzt. Mit den damaligen Wien-Residenten Felix Bressart und Otto Wallburg wirkten schließlich auch zwei der populärsten deutschen Filmkomiker der Weimarer Republik mit.

## Handlung
Im „Grand Hotel“ steht die Sängerin Anita Helling auf dem Balkon, von dem aus man die Kettenbrücke von Budapest sehen kann, und singt das Lied „Toujours l’amour“. Dabei fällt ihr ein Pelzcape auf den Boden, um das sich auf der Terrasse zwei Herren streiten. Baron André von Wollheim gelingt es, den Umhang an sich zu nehmen. Anita hat inzwischen ihren Sekretär Birowitsch hinuntergeschickt, der ihr Pelzcape suchen soll. Als Baron von Wollheim Anita das Cape übergeben will, wird er von ihr für einen Kellner gehalten. Er tauscht daraufhin mit dem Etagenkellner Jean seinen mit dessen Frack  Ja und serviert das Essen, stellt sich aber ungeschickt an. Schließlich gibt er sich als Baron von Wollheim zu erkennen. Als Anita Helling ihn daraufhin umarmt, löst sich ihr wertvoller Anhänger.
Als Andrés Cousine Mary von Wollheim im Hotel auftaucht, trifft sie auf Jean, und hält ihn wegen seines Fracks für ihren Vetter André. Da Mary als Komponistin tätig ist, möchte sie den Verleger Haller kennenlernen. Zusammen mit Jean singt sie am Flügel einen von ihr aus dem Stegreif komponierten Song und legt einen Stepptanz hin.
Die Abendvorstellung im Savoy beginnt mit großer Tanzszene und dem Auftritt Anitas als gefeierter Stargast. Als die Vorstellung von einer Pause unterbrochen wird, sucht Mary nach Haller, den sie auch findet.
André lotst Anita unter dem Vorwand, ihr verlorener Anhänger sei dort unter einer Bank versteckt, in den nächtlichen Park. Ihre Suche ist nicht besonders intensiv, allerdings kommen beide sich näher.
Haller indes ist von Marys Komposition begeistert und setzt durch, dass die noch am selben Abend aufgeführt wird. Er meint, die kurzfristige Einstudierung werde schon klappen, sie müsse aber dirigieren. Dabei kommt es zu einem Zwischenfall, als der gewichtige Haller aus Versehen auf Marys Kleid tritt, das zerreißt. Mary dirigiert daraufhin kurzerhand im Frack, singt und legt einen Stepptanz hin und wird vom Publikum gefeiert.
Etagenkellner Jean fühlt sich zunehmend wohler in seiner Rolle als Baron, sodass die beiden Damen nun überhaupt nicht mehr wissen, wer von den beiden Männern wer ist. André stellt Jean daraufhin zur Rede, wobei es zu einem Schlagabtausch kommt, der damit endet, dass man sich auch wieder verträgt. Jeder kehrt nun wieder in seine angestammte Rolle zurück. Anita kann einen weiteren großen Auftritt für sich verbuchen.
Da Anita immer noch nicht weiß, wie die Lage tatsächlich ist, bleibt sie zurückhaltend. Jean taucht nun wieder als Kellner auf und teilt mit, dass André verärgert unten auf der Terrasse sitze. Anita lässt ihr Chinchilla-Cape erneut über die Balkonbrüstung hinunterfallen, das ihr von André zurückgebracht wird, sodass einem Happy End nichts mehr im Wege steht.

## Produktion

### Produktionsnotizen, Veröffentlichung
Es handelt sich um eine 1934 gedrehte (Hunnia-Ateliers, Budapest) und am 1. Februar 1935 in Österreich uraufgeführte Produktion von City-Film (Wien) und Hunnia-Film RTF (Budapest) im Verleih von Elektra-Film. Weitere Aufführungen waren im selben Monat in Ungarn und Slowenien, im Juni 1935 in Dänemark, im November 1935 in Portugal und im Dezember 1935 in Schweden. Ebenfalls 1935 lief der Streifen in der Tschechoslowakei an. In Finnland lief Ball im Savoy im März 1936 an. Veröffentlicht wurde er zudem in Brasilien, Kanada, Griechenland, Kroatien, Italien und in Jugoslawien.
Paul Abraham übernahm auch die musikalische Leitung, Bob Gray studierte die Tänze ein. Márton Vincze entwarf die Filmbauten, Tichomar Varady die Kostüme. Co-Drehbuchautor Géza von Cziffra diente Regisseur Székely auch als Regieassistent.

### Hintergrundinformationen
Die Filmhandlung übernimmt – bis auf die parallel agierenden Paare und den Ball im Savoy – so gut wie nichts aus der Operetten-Vorlage und nimmt diese auch weniger ernst. Die dreimalige Show im Savoy ist jedoch mit vielen Mitwirkenden und vor großer Kulisse sehr aufwändig gestaltet.
Gags präsentiert der Film in der Szene am Anfang, als sich Mary und Jean ans Klavier setzen: Sie stimmt das Lied aus der Operette „Toujours l’amour“ an, meint dann aber, es gehöre nicht hier her. Jean steckt seine Zigarette der Maske an der Wand in den Mund, worauf diese „Maske“ lebendig wird und die Zigarette weiterraucht.
Felix Bressart in der Rolle des Sekretärs Birowitsch glänzt mit gekonnter Sprachakrobatik.

### Musiktitel
Folgende Musiktitel werden gespielt:
- Toujours l’amour
- Ball im Savoy
- In meinen weißen Armen
- Ich hab' einen Mann, der mich liebt!
- Niagara-Fox
- (Ich küß' genauso gut wie) Tangolita

Darüber hinaus erklingen weitere Nummern der Operette instrumental. Die Titel wurden im Doremi-Musikverlag (Basel) veröffentlicht.

### Wissenswertes
Ball im Savoy ist einer der diversen Emigrantenfilme Österreichs, die in den Jahren 1933 bis 1937 entstanden. In diesen Produktionen fanden, wie in Ball im Savoy, zahlreiche im mittlerweile nationalsozialistisch gewordenen Deutschland ausgegrenzte und ins Exil getriebene, jüdische Künstler eine zumeist gering bezahlte Arbeitsmöglichkeit vor der Kamera. Sämtliche Darsteller und einige hinter der Kamera beteiligte Ball im Savoy-Künstler waren Juden und nach 1933 im Deutschen Reich unerwünscht. Das Gros der Beteiligten wanderte in die USA aus; einige blieben in Europa (darunter mehrere Ungarn), während Otto Wallburg erneut in die Hände der Nazis geriet und 1944 in Auschwitz ermordet wurde. Angesichts der massiven jüdischen Beteiligung an diesem Film, vor wie hinter der Kamera, wurde Ball im Savoy erwartungsgemäß im nationalsozialistischen Deutschland verboten.

## Kritiken
Paimann’s Filmlisten resümierte: „Gepflegtes, wohl tempariertes [sic!] Spiel im gepflegten Milieu, dessen Konflikt allerdings, nachdem er in der Mitte des Films schon gelöst scheint, nochmals aufgeworfen wird, was den Eindruck schwächt. Die Alpar als Sängerin und Darstellerin gleich apart, Jaray diskret und pointensicher. (…) Einfallsreiche Regie ...“
Bei film.at heißt es: Falsche Identitäten, ein elegantes Pelzcape, verschwundene Juwelen und das romantische Glück zweier Paare – all das in einem bemerkenswerten Film von einem vielbeschäftigten Regisseur.